# Бінья Вару
Бінья Вару (бірм. ဗညားဗရူ, монська ဗညားဗရောဝ်; 1418 — 30 травня 1451) — 12-й володар монської держави Гантаваді у 1446—1451 роках.

## Життєпис
Праонук царя Бінья У, онук Бо Нганмона. Син Бінья Бьє та Шінсобу (доньки володаря Разадаріта). Народився 1418 року. Його батько помер у 1419 році. У 1423 році його мати видана була заміж за аванського царя Тхіхату. Бінья Вару залишився в Пегу. 1425 року всиновлений новим правителем Гантаваді Бінья Раном I. 1429 року з Ави до Пегу втекла його мати. Але ніхто з її дітей, включаючи Вару, не впізнав її, оскільки вона була у від'їзді протягом семи років.
У 1446 році після смерті Бінья Рана I спадкував владу. Продовжив політику попередника, зберігаючи мир з Авою. У внутрішнеій політиці опікувався правосуддям, розбудовою міст та економіки. За переказами, він любив подорожувати королівством під виглядом простолюдина, щоб на власні очі спостерігати за подіями, і вершив правосуддя навіть щодо тих, хто вчиняв дрібні злочини. Своїми діями сприяв подальшому піднесеню держави. 1451 року загинув внаслідок змови стриєчного брата Бінья Чана, що захопив владу.